# Euselasia pelor
Euselasia pelor är en fjärilsart som beskrevs av William Chapman Hewitson 1852. Euselasia pelor ingår i släktet Euselasia och familjen Riodinidae. Inga underarter finns listade i Catalogue of Life.

## Bildgalleri

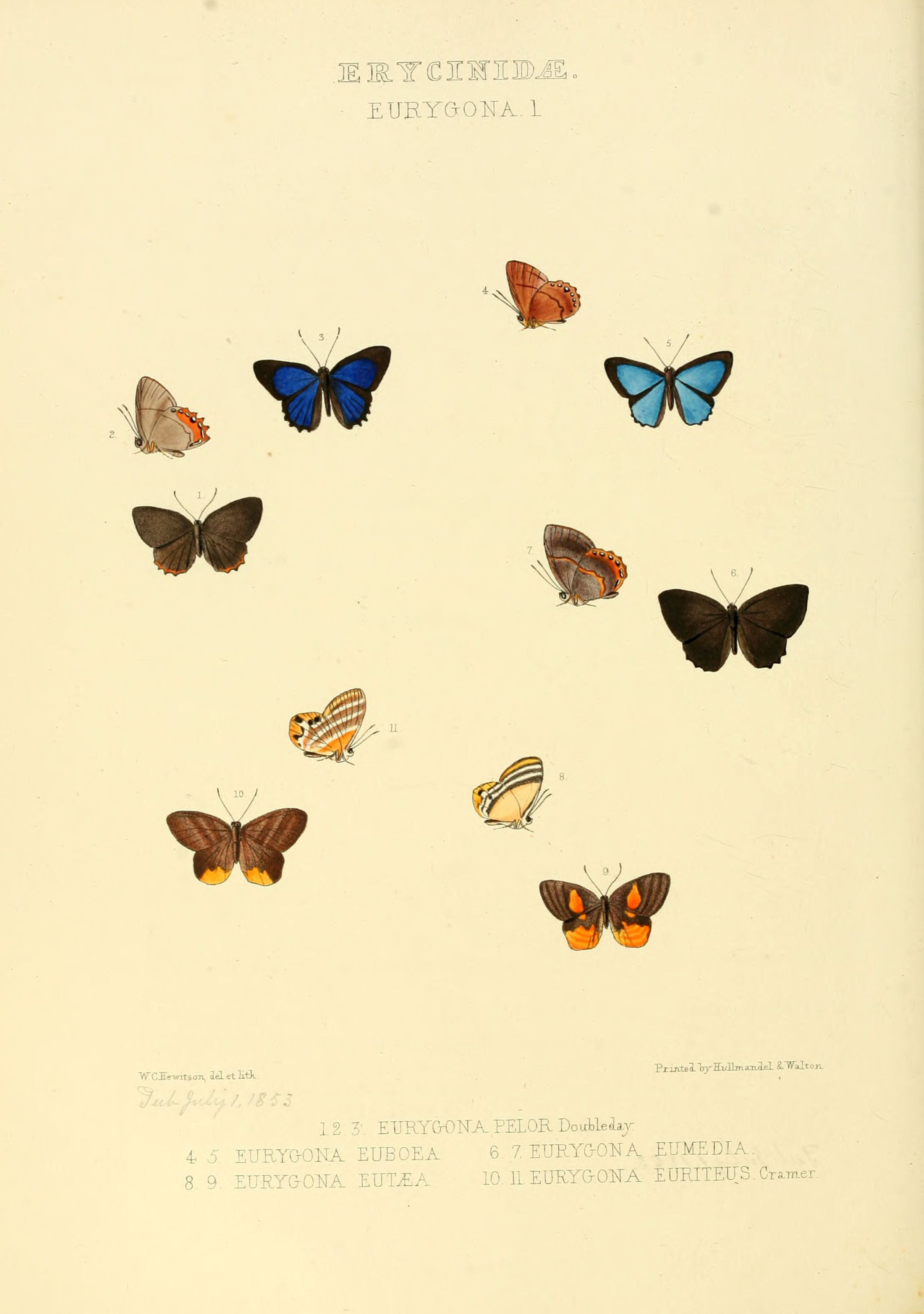